# Каппль
Каппль (нім. Kappl) — громада округу Ландек у землі Тіроль, Австрія.
Каппль лежить на висоті 1258 м над рівнем моря і займає площу 97,49 км². Громада налічує 2625 мешканців.
Густота населення 27/км².
|                                 |
| Каппль на мапі округу та землі. |

 Адреса управління громади: Kappl 112, 6555 Kappl (Tirol).